# Scotognapha juangrandica
Scotognapha juangrandica Ovtsharenko, Platnick & Murphy, 2001 è un ragno appartenente alla famiglia Gnaphosidae.

## Etimologia
Il nome della specie deriva dalla località in cui sono stati rinvenuti gli esemplari: Juan Grande sull'isola Gran Canaria e, in aggiunta, il suffisso -ica che indica l'appartenenza.

## Caratteristiche
L'olotipo maschile rinvenuto ha lunghezza totale è di 7,54mm; la lunghezza del cefalotorace è di 3,90mm; e la larghezza è di 2,73mm.

## Distribuzione
La specie è stata reperita nelle Isole Canarie: l'olotipo maschile è stato rinvenuto in un'area rocciosa nei pressi del mare, in località Juan Grande, sull'isola Gran Canaria.

## Tassonomia
Al 2015 non sono note sottospecie e dal 2001 non sono stati esaminati nuovi esemplari.